# Reinildo Mandava
Reinildo Isnard Mandava ou somente Reinildo (Beira, 21 de janeiro de 1994) é um futebolista moçambicano que atua como lateral-esquerdo. Atualmente joga no Sunderland.

## Carreira
Estreou profissionalmente em 2012, no Ferroviário da Beira, onde venceu 2 vezes a Taça de Moçambique (2013 e 2014). Em dezembro de 2015, assinou com o Benfica para atuar no Benfica B, atuando apenas em uma partida.
Foi emprestado para Fafe (2017) e Sporting da Covilhã (2017–18) e também defendeu o Belenenses SAD na temporada 2018–19 (16 jogos), até ser novamente emprestado, desta vez para o Lille, onde atuou em 3 jogos. Em maio de 2019, os Dogues oficializaram a contratação definitiva do lateral-esquerdo, que integrou o elenco campeão francês em 2020–21 e da Supercopa da França - em ambas as conquistas, o Lille superou o Paris Saint-Germain.
Em 8 de julho de 2025, o Sunderland anunciou a contratação de Reinildo. O moçambicano assina um contrato válido por duas temporadas como clube inglês, válido até 2027.

## Seleção Moçambicana
Pela Seleção Moçambicana de Futebol, Reinildo fez sua estreia em 2014. Desde então, foram 23 partidas e 2 gols, sendo vice-campeão da Copa COSAFA em 2015.

## Vida pessoal
Seu irmão, Valter Mandava, foi também seu companheiro de equipe no Ferroviário da Beira, entre 2013 e 2015.
Em junho de 2021, quando se dirigia ao distrito de Nicoadala (província da Zambézia) para acompanhar o casamento do ponta-direita Gildo Vilanculos, um grupo de desconhecidos alvejou o carro do lateral-esquerdo, que escapou ileso.

## Títulos
Ferroviário da Beira
- Taça de Moçambique: 2013, 2014

Lille
- Ligue 1: 2020–21
- Supercopa da França: 2021[8]

### Individuais
- Time do ano da União Nacional dos Futebolistas Profissionais da França: 2020–21[9]